# Višňové (Revúca)
Višňové es un municipio del distrito de Revúca en la región de Banská Bystrica, Eslovaquia, con una población estimada a final del año 2024 de 61 habitantes.
Se encuentra ubicado al este de la región, en la cuenca hidrográfica del río Sajó —un afluente derecho del río Tisza— y cerca de la frontera con la región de Košice.

## Demografía
| Año        | 1994 | 2004    | 2014    | 2024    |
| ---------- | ---- | ------- | ------- | ------- |
| Población  | 56   | 59      | 64      | 61      |
| Diferencia |      | +5,35 % | +8,47 % | −4,68 % |

| Año        | 2023 | 2024    |
| ---------- | ---- | ------- |
| Población  | 60   | 61      |
| Diferencia |      | +1,66 % |